# Shebotu
Shebotu (kinesiska: 舍伯吐, 舍伯吐镇) är en köping i Kina. Den ligger i den autonoma regionen Inre Mongoliet, i den norra delen av landet, omkring 920 kilometer nordost om regionhuvudstaden Hohhot. Antalet invånare är 50463. Befolkningen består av 24 815 kvinnor och 25 648 män. Barn under 15 år utgör 16,0 %, vuxna 15-64 år 79 %, och äldre över 65 år 4,0 %.
Genomsnittlig årsnederbörd är 621 millimeter. Den regnigaste månaden är juli, med i genomsnitt 157 mm nederbörd, och den torraste är januari, med 4 mm nederbörd.